# سال‌واره
سال‌واره (به انگلیسی: Annuity) رشته پرداخت‌های یکسان در بازه‌های زمانی ثابت برای دوره‌ای معین است.
نمونه‌های از سال‌واره‌ها پرداخت‌های سود حساب پس‌انداز، بازپرداخت ماهانه اقساط وام رهنی، اقساط ماهانه بیمه، پرداخت بهره اوراق قرضه است.
سال‌واره‌ها بر پایه دوره‌های پرداخت رده‌بندی می‌شوند. اگر چه سال‌واره نام سال را بر خود دارد،,در زبان انگلیسی به نادرست, اما پرداخت‌های آن می‌تواند هفتگی، ماهانه، فصلی، نیم‌سالانه، سالانه یا هر بازه زمانی دیگری باشد. 